# Thomas Neill Cream
Pour les articles homonymes, voir Cream (homonymie).
 (novembre 2023).
La mise en forme du texte ne suit pas les recommandations de Wikipédia : il faut le « wikifier ».
Les points d'amélioration suivants sont les cas les plus fréquents. Le détail des points à revoir est peut-être précisé sur la page de discussion.
- Les titres sont pré-formatés par le logiciel. Ils ne sont ni en capitales, ni en gras.
- Le texte ne doit pas être écrit en capitales (les noms de famille non plus), ni en gras, ni en italique, ni en « petit »…
- Le gras n'est utilisé que pour surligner le titre de l'article dans l'introduction, une seule fois.
- L'italique est rarement utilisé : mots en langue étrangère, titres d'œuvres, noms de bateaux, etc.
- Les citations ne sont pas en italique mais en corps de texte normal. Elles sont entourées par des guillemets français : « et ».
- Les listes à puces sont à éviter, des paragraphes rédigés étant largement préférés. Les tableaux sont à réserver à la présentation de données structurées (résultats, etc.).
- Les appels de note de bas de page (petits chiffres en exposant, introduits par l'outil «  Source ») sont à placer entre la fin de phrase et le point final[comme ça].
- Les liens internes (vers d'autres articles de Wikipédia) sont à choisir avec parcimonie. Créez des liens vers des articles approfondissant le sujet. Les termes génériques sans rapport avec le sujet sont à éviter, ainsi que les répétitions de liens vers un même terme.
- Les liens externes sont à placer uniquement dans une section « Liens externes », à la fin de l'article. Ces liens sont à choisir avec parcimonie suivant les règles définies. Si un lien sert de source à l'article, son insertion dans le texte est à faire par les notes de bas de page.
- La présentation des références doit suivre les conventions bibliographiques. Il est recommandé d'utiliser les modèles {{Ouvrage}}, {{Chapitre}}, {{Article}}, {{Lien web}} et/ou {{Bibliographie}}. Le mode d'édition visuel peut mettre en forme automatiquement les références.
- Insérer une infobox (cadre d'informations à droite) n'est pas obligatoire pour parachever la mise en page.

Pour une aide détaillée, merci de consulter Aide:Wikification.
Si vous pensez que ces points ont été résolus, vous pouvez retirer ce bandeau et améliorer la mise en forme d'un autre article.
Thomas Neill Cream, également connu sous le nom d'empoisonneur de Lambeth, était un médecin canadien et un tueur en série né le 27 mai 1850 à Glasgow et mort le 15 novembre 1892 à la prison de Newgate. Il empoisonnait ses victimes avec de la strychnine. Il a assassiné jusqu'à 10 personnes dans trois pays, ciblant principalement des femmes des classes populaires, des prostituées et des femmes enceintes cherchant à avorter. Il est reconnu coupable de ces meurtres et condamné à mort par pendaison le 15 novembre 1892.
Certaines rumeurs suggèrent que ses derniers mots étaient une (fausse) confession selon laquelle il était Jack l'Éventreur – mais les documents officiels montrent qu'il était en prison dans l'Illinois au moment des meurtres de l'Éventreur.

## Biographie

### Formation et carrière
Né à Glasgow, Cream grandit à l'extérieur de la ville de Québec où sa famille a déménagé en 1854. Il fréquente l'Académie Lachute, aujourd'hui disparue, avant de devenir étudiant à l'Université McGill de Montréal, obtenant un doctorat en médecine en 1876 (sa thèse portait sur le chloroforme). Il fait ses débuts en médecine à la St Thomas's Hospital Medical School (en) de Londres et devient médecin et chirurgien en 1878 à Édimbourg. Il retourne ensuite en Amérique du Nord pour exercer dans une communauté ayant besoin de médecins. Après un bref passage à Des Moines dans l'Iowa, il déménage à London dans l'Ontario[citation nécessaire].
En 1876, alors qu'il vivait à Waterloo au Québec, Cream fait la rencontre de Flora Brooks. Le couple se forme et Brooks tombe enceinte quelques mois plus tard, après que Cream ait promis de l'épouser. Il tente sans succès de faire avorter sa femme, la laissant gravement malade. Il prend ensuite la fuite à Montréal, mais est rattrapé par le père de Flora, qui le force à revenir et à l'épouser. Le lendemain du mariage, il part en Angleterre pour poursuivre ses études de médecine. Il ne reviendra jamais vers la famille Brooks. Flora Brooks se remet de ses blessures, mais meurt de la tuberculose en 1877.

### Meurtres

#### London, Ontario
Cream retourne à London en 1878 où il ouvre son cabinet médical. Il est accusé d'avoir exercé sans permis en vertu de la Loi médicale de l'Ontario et a par la suite plaidé coupable. Toutefois, cela n’a pas dissuadé les patients de se rendre à son cabinet. En 1879, Catharine Hutchinson Gardner est retrouvée morte dans des toilettes derrière le cabinet du docteur Cream au 204 Dundas Street. Elle était enceinte et a été assassinée avec un mouchoir imbibé de chloroforme. Cream avait refusé de l'aider à avorter, la pressant plutôt à accuser un homme d'affaires local d'être le père. Cream a affirmé qu'elle avait menacé de s'empoisonner s'il refusait de la faire avorter et qu'elle lui avait écrit une lettre dans laquelle elle désignait l'homme d'affaires comme étant le père. Selon la famille et la colocataire de Gardner, Catharine n'était pas l'autrice de cette lettre, qui est considérée comme une contrefaçon. Malgré les rumeurs et les preuves accablantes contre Cream, les autorités n'ont pris aucune autre mesure et l'affaire n'a jamais été résolue.

#### Chicago
Peu après l'affaire, Cream ouvre un nouveau cabinet médical non loin d'un quartier sensible de Chicago, proposant des avortements illégaux aux prostituées. Il est l'objet d'une enquête en août 1880, après la mort de Mary Anne Faulkner, une femme qu'il aurait opérée ; il échappe aux poursuites faute de preuves. En décembre 1880, une autre patiente, Miss Stack, meurt après avoir été soignée par Cream, qui tente par la suite de faire chanter le pharmacien qui avait exécuté l'ordonnance.
En avril 1881, Alice Montgomery meurt d'un empoisonnement à la strychnine consécutif à une tentative d'avortement dans une maison située à un pâté de maisons du cabinet de Cream. L'affaire est jugée comme un meurtre, mais n'a jamais été résolue. Le lieu, la période et la méthode font de Cream un suspect potentiel.
Le 14 juillet 1881, Daniel Stott meurt d'un empoisonnement à la strychnine à son domicile du comté de Boone dans l'Illinois, après que Cream lui ait fourni un prétendu remède contre l'épilepsie. Le décès est attribué à des causes naturelles, et Cream accuse le pharmacien de lui avoir fourni un mauvais médicament. Cette fois, Cream est arrêté en même temps que Julia Abbey Stott, qui serait devenue sa maîtresse et lui aurait procuré du poison pour se débarrasser de son mari. Elle rejette la faute sur Cream afin d'éviter la prison, et Cream fait donc face à une condamnation pour meurtre. Il est condamné à la prison à vie et est détenu dans la prison de Joliet. Les proches de Daniel Stott ont érigé une pierre tombale sur sa tombe, sur laquelle on peut lire : « Daniel Stott, décédé le 12 juin 1881 à l'âge de 61 ans, empoisonné par sa femme et le Dr Cream ».
Cream est libéré en juillet 1891. Le gouverneur Joseph Fifer avait commué sa peine après que le frère de Cream ait plaidé pour la clémence et, semble-t-il, soudoyé les autorités.

### Londres
Utilisant l'argent hérité de son père, décédé en 1887, Cream traverse l'Atlantique et revient en Angleterre. Il débarque à Liverpool le 1er octobre 1891 (trois ans après les meurtres de Jack l'Éventreur). Il se rend à Londres et emménage au 103 Lambeth Palace Road. À l'époque, Lambeth était en proie à la pauvreté, à la petite délinquance et à la prostitution.
Le 13 octobre 1891, Ellen « Nellie » Donworth, une prostituée de 19 ans, reçoit deux lettres de Cream et accepte de le rencontrer autour d'un verre. Elle tombe gravement malade cette nuit-là et décède des suites de ce qui s'est avéré plus tard être un empoisonnement à la strychnine. Pendant l'enquête policière, Cream écrit au coroner sous le pseudonyme de A. O'Brien, détective, proposant de nommer le meurtrier en échange d'une récompense de 300 000 livres sterling. Il écrit également à W. F. D. Smith, propriétaire des librairies W. H. Smith, l'accusant du meurtre et exigeant de l'argent pour son silence.
Le 20 octobre, Cream rencontre une prostituée de 27 ans, Matilda Clover, à qui il propose des pilules, lui demandant d'en prendre quatre avant de se coucher. Elle commence à ressentir des spasmes violents et douloureux plus tard dans la nuit et décède deux heures plus tard. On suppose que sa mort est due à une insuffisance cardiaque due à un sevrage alcoolique. Cream, sous le nom de M. Malone, écrit une lettre au célèbre médecin William Broadbent, affirmant avoir des preuves de son implication dans la mort de Clover et exigeant 25 000 £ pour son silence. Broadbent contacte Scotland Yard, qui souhaite tendre un piège au maître chanteur lorsqu'il viendra récupérer l'argent. Cependant, personne ne sera attrapé.
Le 2 avril 1892, après des vacances au Canada, Cream revient à Londres, où il rencontre Louise Harvey (née Harris), une autre prostituée. Il lui propose deux pilules, insistant pour qu'elle les avale immédiatement. Harvey, méfiante à son égard, fait semblant d'avaler les pilules qu'il lui a données, mais les jette en secret d'un pont dans la Tamise[citation nécessaire].
Le 11 avril, Cream rencontre deux prostituées, Alice Marsh, 21 ans, et Emma Shrivell, 18 ans, et a passé la nuit avec elles dans leur appartement, puis avant de partir, leur offre trois pilules à chacune et une boîte de saumon en conserve. Les deux femmes meurent plus tard dans la nuit d'un empoisonnement à la strychnine[citation nécessaire].

### Arrestation
Grâce à ses lettres de chantage, Cream réussit à attirer l'attention sur lui. Non seulement la police établit rapidement l'innocence des accusés, mais elle remarque quelque chose de révélateur dans les accusations formulées par l'auteur anonyme d'une des lettres : il fait référence au meurtre de Matilda Clover. La mort de Clover avait été conclue comme naturelle, liée à son alcoolisme. La police se rend rapidement compte que le faux accusateur qui avait écrit la lettre était un tueur en série, désormais surnommé par la presse « l'empoisonneur de Lambeth »[citation nécessaire].
Peu de temps après, Cream rencontre un policier new-yorkais en visite à Londres. Le policier avait entendu parler de l'empoisonneur de Lambeth et Cream lui fit faire un bref tour des lieux où vivaient les différentes victimes. L'Américain en parle par hasard à un policier britannique qui trouve suspecte la connaissance détaillée de l'affaire par Cream[citation nécessaire].
Scotland Yard place Cream sous surveillance et découvre rapidement qu'il fréquente régulièrement des prostituées. La police découvre également son historique criminel en Amérique du Nord et sa condamnation pour meurtre par empoisonnement en 1881[citation nécessaire].
Le 3 juin 1892, Cream est arrêté pour le meurtre de Matilda Clover et est formellement accusé des meurtres de Clover, Donworth, Marsh et Shrivell, de la tentative de meurtre de Harvey et de chantage le 13 juillet. Son matériel médical, dont ses pilules médicinales empoisonnées, est aujourd'hui exposé au Crime Museum.  Dès le début, il insiste sur le fait qu'il était le « Dr Thomas Neill » et pas Thomas Neill Cream. Les premiers articles traitant de l'affaire parlaient d'un « Dr Neill ».
Lors de l'enquête sur la mort de Matilda Clover menée par Athelstan Braxton Hicks en juillet 1892, il lit une lettre falsifiée signée par Jack l'Éventreur, déclarant le « Dr Neill » innocent, qui n'est pas prise au sérieux par les enquêteurs. Le jury déclare que Matilda Clover est morte à la suite d'un empoisonnement à la strychnine administré par « Thomas Neill ».

## Procès et exécution
Le procès de Thomas Niell Cream se tient du 17 au 21 octobre 1892. Après une délibération qui n'a duré que 12 minutes, le jury le reconnait coupable de tous les chefs d'accusation, et le juge Henry Hawkins prononce la condamnation à mort.
Moins d'un mois après sa condamnation, le 15 novembre, Cream est pendu à la prison de Newgate par James Billington. Comme c'était la coutume pour tous les criminels exécutés, son corps est enterré le jour même dans la prison. Son corps fut exhumé en 1902 et transféré au cimetière de la ville de Londres. Il est maintenant enterré dans une tombe anonyme dans la section 339.

### "Je suis Jack le..."
Billington affirme que les derniers mots de Cream sur l'échafaud étaient « Je suis Jack le... » (en anglais : I am Jack the...). Billington considérait alors qu'il était responsable de l'exécution du célèbre tueur en série Jack l'Éventreur.
Ces allégations sont sans fondement, car les policiers et les autres personnes présentes lors de l'exécution n'ont fait aucune mention d'un tel événement. De plus, Cream était en prison au moment des meurtres de l'Éventreur en 1888, il est donc impossible qu'il soit Jack l'Éventreur.
Donald Bell, expert du tueur en série, a émis l'hypothèse que Cream avait soudoyé des fonctionnaires et avait été libéré de prison avant sa libération officielle. Sir Edward Marshall-Hall a émis l'hypothèse que la peine de prison de Cream avait été purgée par un sosie à sa place. De telles hypothèses sont extrêmement improbables et contredisent toutes les preuves connues fournies par les autorités de l'Illinois, les journaux de l'époque, les avocats de Cream, la famille de Cream et Cream lui-même.
L'écrivain anglo-canadien Chris Scott remporte le prix Arthur-Ellis du meilleur roman policier en 1989 pour Jack, un roman basé sur l'hypothèse selon laquelle Cream était Jack l'Éventreur.

## Motivations
Les motivations de cette série d'empoisonnements n'ont jamais été établies. Cream est considéré comme un sadique qui aimait l'idée de voir des gens mourir de douleur. Cependant, Cream était également intéressé par l'argent, comme en témoignent ses tentatives d'extorsion dans presque tous ses crimes, il reste donc possible qu'il ait commis ces meurtres avec pour objectif initial d'en tirer profit. L'empoisonnement de Daniel Stott avait été commis dans l'espoir que la riche veuve de Stott partagerait la succession du défunt avec lui[citation nécessaire].
En plus des cinq empoisonnements pour lesquels Cream a été reconnu coupable, il est soupçonné du meurtre de sa femme Flora Brooks en 1877[citation nécessaire] et d'au moins quatre autres femmes qui sont mortes sous ses soins alors qu'elles pratiquaient des avortements.

## Dans la culture populaire
Cream était le principal antagoniste de la série radiophonique de la BBC Four de 1990 Sherlock Holmes: The Adventure Of The Pimlico Poisoner.
Dans le premier épisode de Murder Rooms: Mysteries of the Real Sherlock Holmes, le jeune Arthur Conan Doyle et Joseph Bell poursuivent une affaire de meurtre impliquant un certain Thomas Neill, joué par Alec Newman. À la fin, un post-scriptum l'identifie davantage comme étant Thomas Neill Cream, qui a fréquenté l'école de médecine aux côtés de Conan Doyle.
Dans la série télévisée River de BBC One de 2015, Cream apparaît fréquemment et converse avec l'inspecteur John River.